# Nikolai Nikolajewitsch Tschernizyn
Nikolai Nikolajewitsch Tschernizyn (russisch Николай Николаевич Черницын; * 20. Novemberjul. / 2. Dezember 1883greg. im Dorf Toikino, Ujesd Sarapul; † 1. Märzjul. / 14. März 1917greg. in Gorlowka) war ein russischer Bergbauingenieur.

## Leben
Tschernizyn, Sohn eines Bezirksschreibers, besuchte die Sarapuler Realschule (Abschluss 1902) und studierte dann am St. Petersburger Bergbau-Institut. Er beteiligte sich an der Studentenbewegung und wurde Führer der Studentenfraktion der Sozialrevolutionäre (SR). Im Januar 1908 wurde er wegen Beteiligung an Studentenunruhen verhaftet und zu drei Jahren Verbannung im Gouvernement Tobolsk verurteilt, aus dem er im August 1908 floh und heimlich nach St. Petersburg zurückkehrte. Da das Bergbau-Institut zufälligerweise nicht über seine Verbannung informiert war, konnte er sein Studium wieder aufnehmen und 1910 mit Auszeichnung als Diplom-Bergbauingenieur abschließen.
Die Gründung einer zentralen Bergbaurettungsstation im Donbass war auf dem XXVII. Kongress der Bergbauindustrie Südrusslands 1902 erstmals beraten und auf dem XXXII. Kongress 1907 beschlossen worden. Darauf war im November 1907 von Iossif Iossifowitsch Fedorowitsch die erste Zentrale Rettungsstation in Makijiwka gegründet worden, die ab 1908 von Dmitri Gawrilowitsch Lewizki geleitet wurde.
Tschernizyn ging nach dem Studium ins Donbass und wurde im Januar 1911 Ingenieur im Makarjew-Bergwerk der Jekaterinoslaw-Bergbaugesellschaft der Donkosaken-Oblast (östlich des Flusses Kalmius). Ende 1911 lud ihn der Rat der Bergbauindustrie Südrusslands ein, als Assistent des Leiters an die Zentrale Rettungsstation Makijiwka zu kommen. Anfang 1912 begann er dort seinen Dienst und nahm bereits am 1. März an der Rettungsaktion nach der Methanexplosion in der Grube Italjanka (jetzt Oktjabrskaja) in Makijiwka mit 56 Toten und 14 Schwerverletzten teil. Unter Lebensgefahr rettete er Bergleute, wofür er die Goldmedaille für die Rettung Verunglückter am Wladimir-Band erhielt.
1913 fiel dem Polizei-Departement auf, dass Tschernizyn aus der Tobolsker Verbannung entflohen war. Im August 1913 wurde er in der Zentralen Rettungsstation verhaftet, und nur durch die Intervention des Rats der Bergbauindustrie Südrusslands konnte er aus dem Transitgefängnis in Rostow am Don zurückgeholt werden. 1914–1915 wurden die Ergebnisse einer von Lewizki und Tschernizyn geleiteten Untersuchung der Explosivität von Grubengas und Kohlenstaub veröffentlicht, worauf 24 Kohleflöze im Donbass als gefährdet anerkannt wurden.
Als 1916 Lewizki aus Altersgründen den Rettungsdienst verließ, wurde Tschernizyn Leiter der Zentralen Rettungsstation Makijiwka. Er konstruierte ein Atemschutzgerät nach dem Dräger-System, das in der Zentralen Rettungsstation gebaut wurde. Weltweit erstmals benutzte er das Vakuum zur Entgasung der Steinkohle und stellte die Absorption von Sauerstoff und Stickstoff aus der Luft in den methanhaltigen Kohleflözen fest. Er richtete die erste russische Versuchsstation zur Untersuchung der Explosionsfähigkeit von Kohlestaub und Grubengas ein, da die seit 1897 zu gründende staatliche Prüfstelle nie realisiert wurde. 1917 erschien in Petrograd sein Buch über Grubengas. Er schickte ein Exemplar an Alexander Alexandrowitsch Skotschinski mit der Frage, ob dieses Werk als Dissertation angenommen werden könnte.

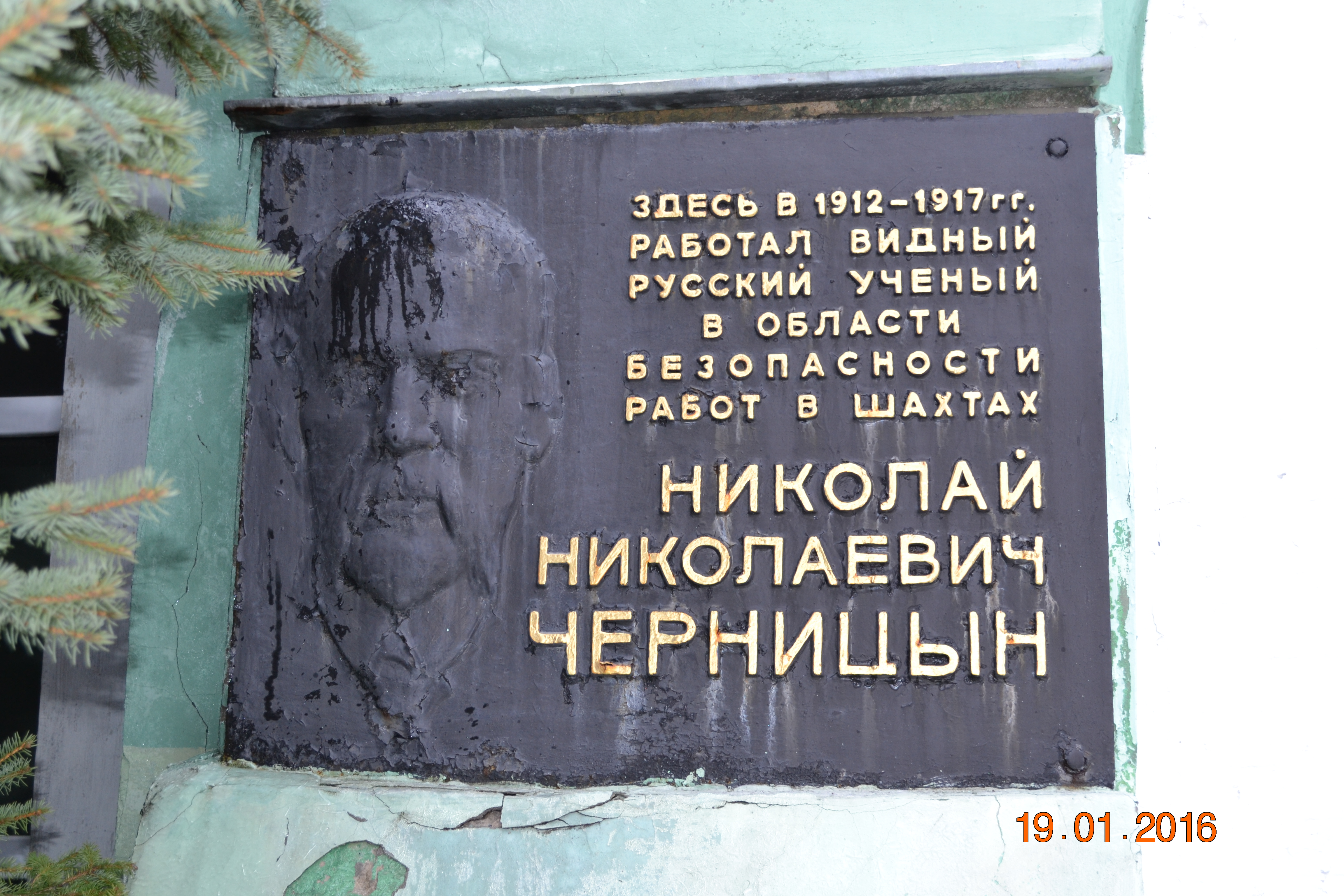
Tschernizyn-Gedenktafel an der Zentralen Rettungsstation Makijiwka

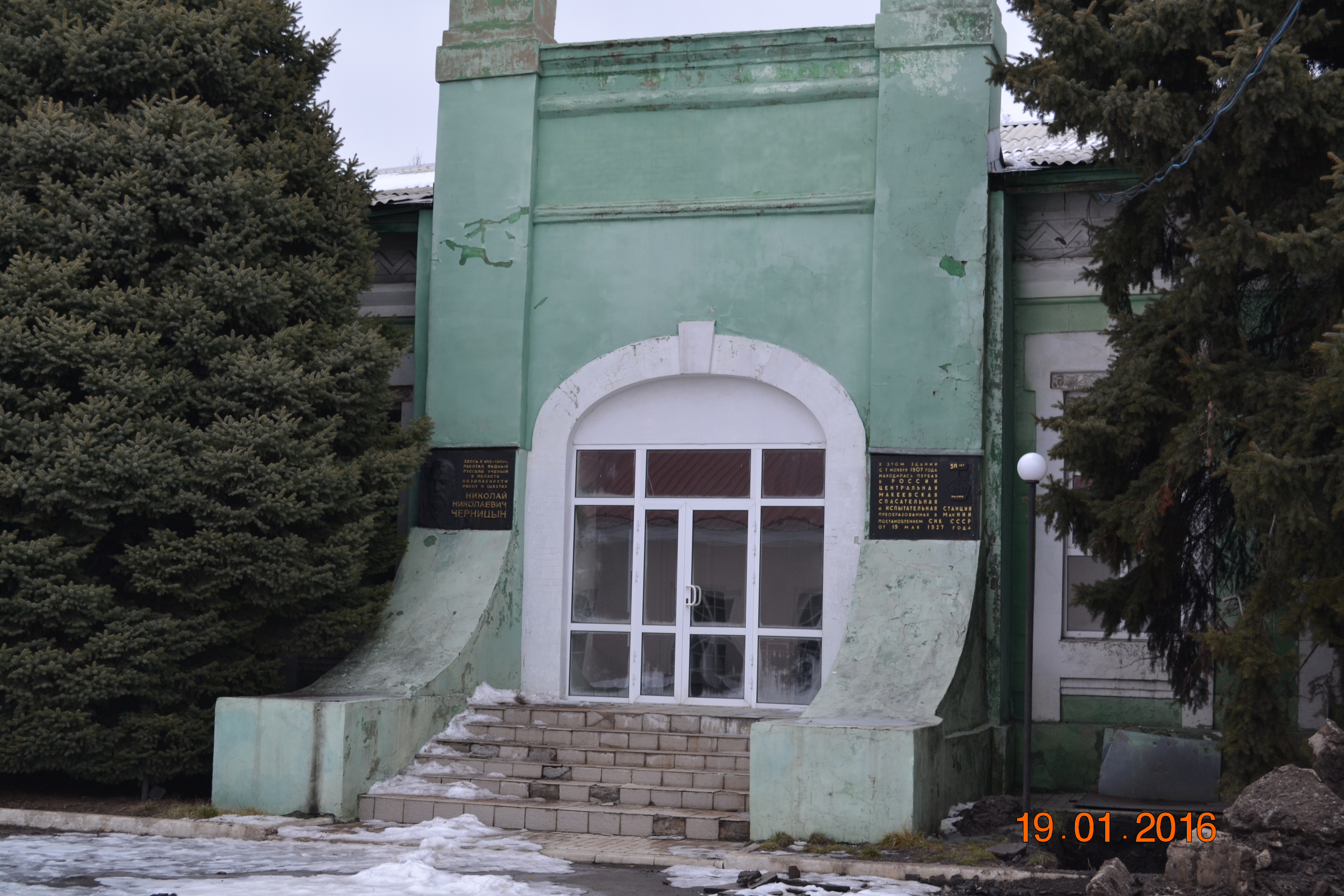
Zentrale Rettungsstation Makijiwka

Am 27. Februarjul. / 12. März 1917greg. kam es in der Korsun-Grube Nr. 1 in Gorlowka zu einer Methan- und Kohlestaubexplosion, der infolge unzureichender Entlüftungsmöglichkeiten weitere Explosionen folgten. Während der Rettungsaktion nach mehreren fehlgeschlagenen Rettungsversuchen mit weiteren Toten starb Tschernizyn zusammen mit seinem Begleiter am 1. Märzjul. / 14. März 1917greg. an einer Kohlenmonoxidvergiftung. Für ein künftiges Denkmal oder eine Kapelle wurde begonnen, Spenden zu sammeln, aber die Oktoberrevolution und der Russische Bürgerkrieg verhinderte die Ausführung der Pläne. In Gorlowka an der von Markscheidern bestimmten Stelle über dem Todesort Tschernizyns wurde später die Tschernizyn-Rettungsstation errichtet. Dort befindet sich jetzt eine Seilprüfstation.
Tschernizyn war verheiratet mit der schwedischen Baronesse Maria Fleetwood und hatte eine Tochter und zwei angenommene Kinder.
Leiter der Zentralen Rettungsstation Makijiwka wurde 1919 Boleslaw Friedrichowitsch Grindler. Die Zentrale Rettungsstation Makijiwka ist jetzt ein Museum. 1974 wurde dort eine Gedenktafel für Tschernizyn angebracht. Nicht weit davon steht ein Denkmal für die Toten der Rettungsstation.